# Дерзеков
Дерзеков (нім. Dersekow) — громада в Німеччині, розташована в землі Мекленбург-Передня Померанія. Входить до складу району Передня Померанія-Грайфсвальд. Складова частина об'єднання громад Ландгаген.
Площа — 26,15 км2. Населення становить 1096 ос. (станом на 31 грудня 2020).

## Галерея

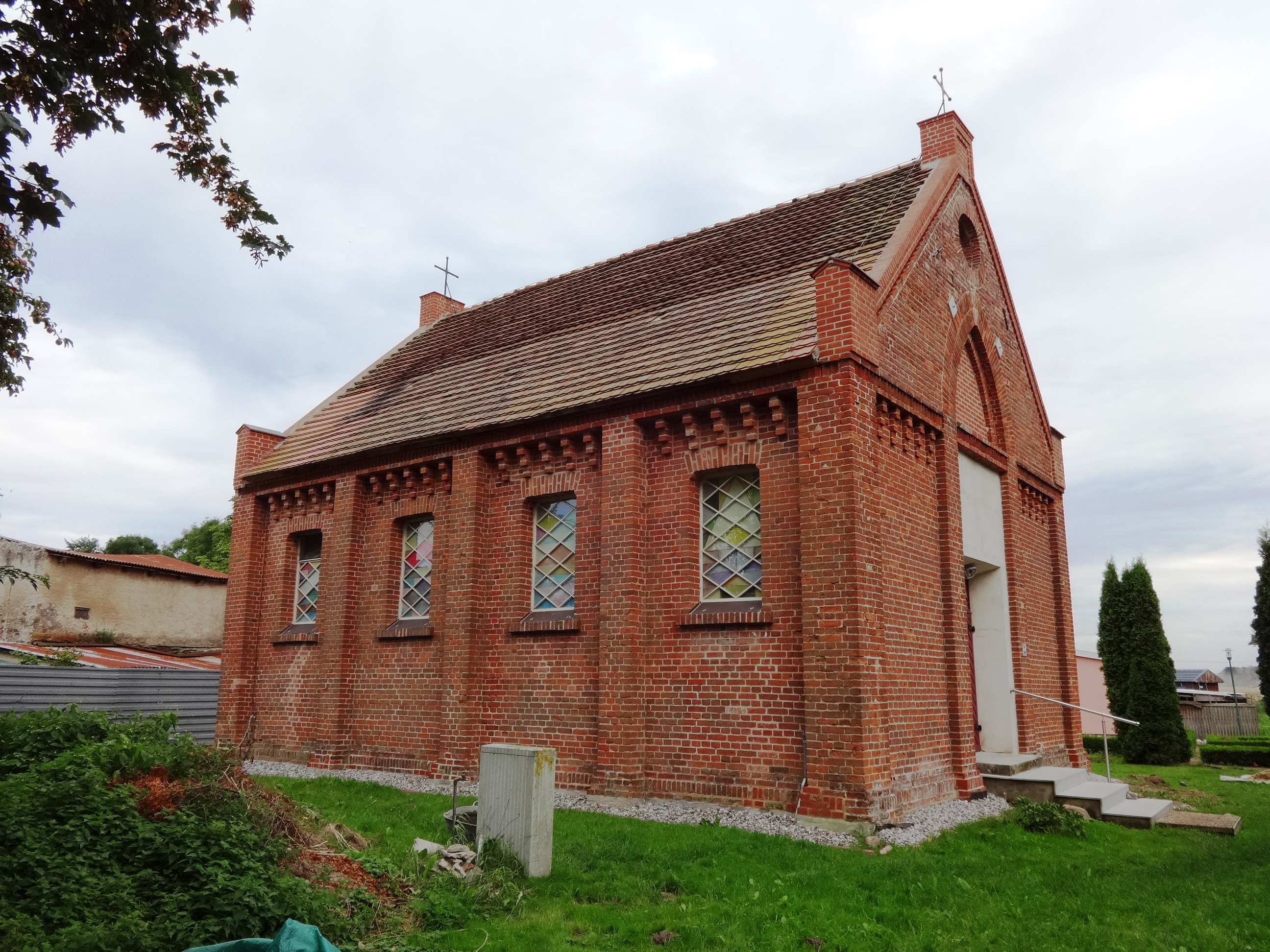
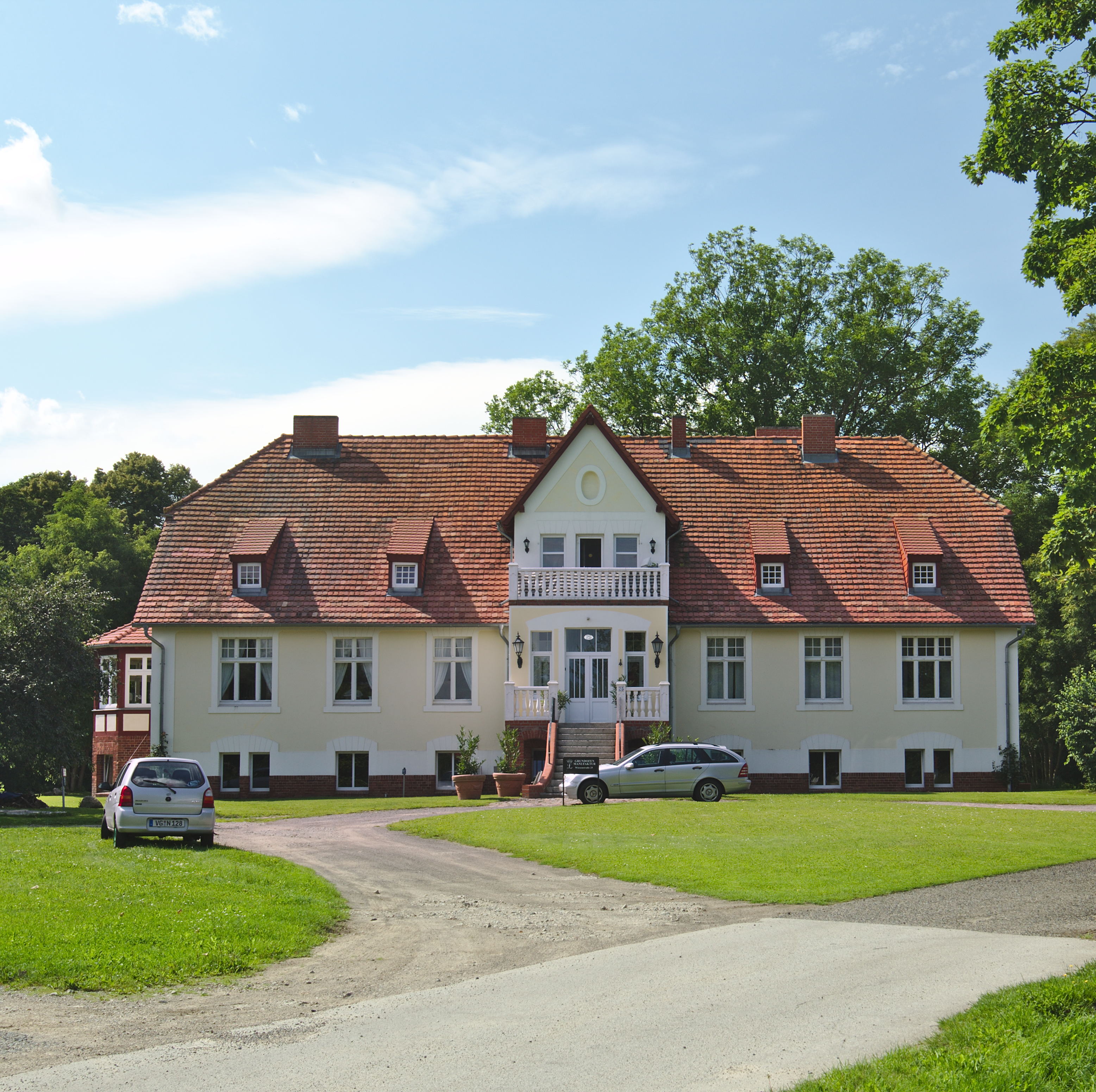
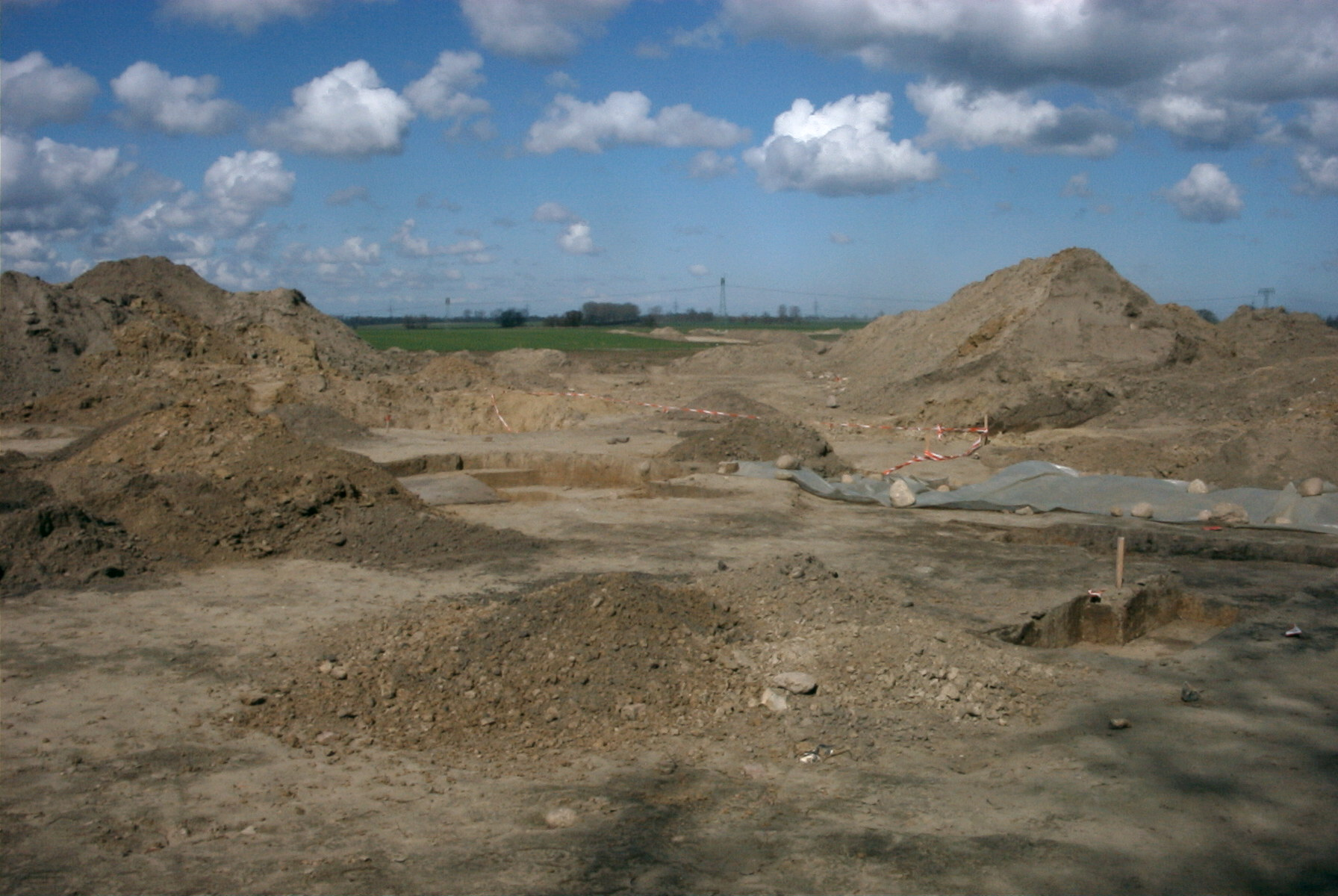
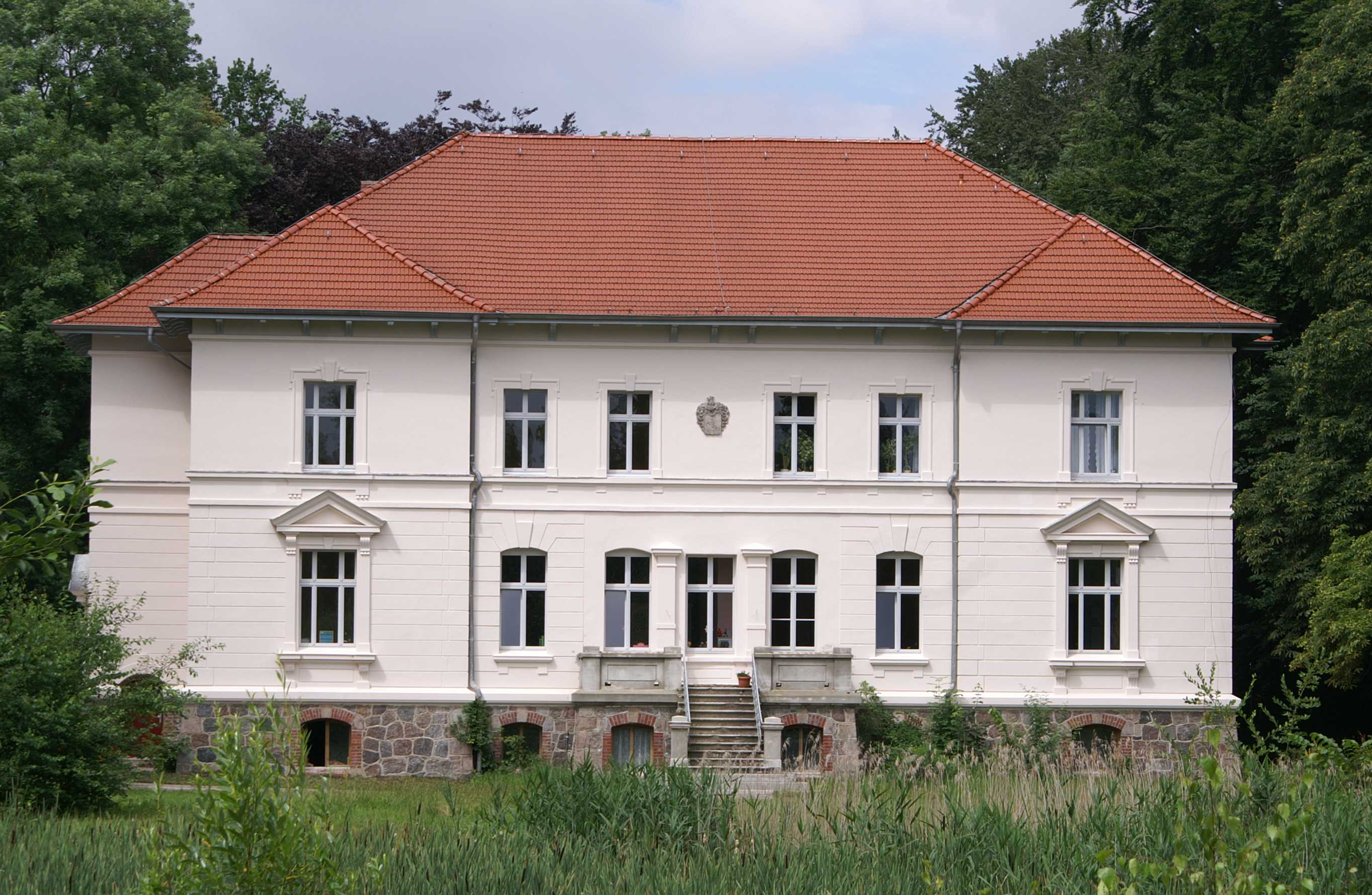